# Lelów
Lelów è un comune rurale polacco del distretto di Częstochowa, nel voivodato della Slesia.
Ricopre una superficie di 120,81 km² e nel 2004 contava 5 265 abitanti.